# پروژه منهتن
پروژهٔ منهتن، نام پروژه‌ای است که به ساخت بمب هسته‌ای انجامید و در زمان جنگ جهانی دوم از آن استفاده شد. این پروژه با محوریت آمریکا و همکاری بریتانیا و کانادا اجرا شد. از سال ۱۹۴۲ تا ۱۹۴۶ پروژه زیر نظر ژنرال شاخه مهندسی ارتش ایالات متحده، لسلی گروز بود. فیزیکدان هسته‌ای رابرت اوپنهایمر سرپرست آزمایشگاه لوس آلاموس (این آزمایشگاه امروزه به نام آزمایشگاه ملی لوس‌آلاموس می‌باشد که با آزمایشگاه زمان جنگ متفاوت است و آن زمان به Project Y معروف بود) طراح اصلی بمب‌ها بود. به مرور زمان پروژه تیوب الوی (Tube Alloys) بریتانیا نیز جذب پروژه منهتن گردید. پروژهٔ منهتن در ابتدا در سال ۱۹۳۹ میلادی با تیم و بودجه‌ای کوچک آغاز به کار کرد ولی منتهی به استخدام ۱۳۰٬۰۰۰ نفر و هزینه‌ای نزدیک به ۲ میلیارد دلار (معادل ۲۹ میلیارد دلار سال ۲۰۲۳) شد. بالغ بر ۹۰٪ بودجه صرف ساخت کارخانجات جهت تولید مواد شکافا گردید و تنها ۱۰٪ بودجه صرف توسعهٔ خود بمب شد. پروسهٔ تحقیق و تولید در بیش از ۳۰ پایگاه در سراسر آمریکا، بریتانیا و کانادا انجام شد.
مقدمات تشکیل یک تیم پژوهشی برای ساخت سلاح هسته‌ای زمانی فراهم شد که در سال ۱۹۳۹ لئو زیلارد و آلبرت انیشتین در نامه‌ای به فرانکلین روزولت - رئیس‌جمهور وقت آمریکا - خواستار بررسی آن شدند که این نامه تأیید شد. پس از آن در سال ۱۹۴۲، فیزیکدانی به نام انریکو فرمی موفق شد یک واکنش هسته‌ای را در رآکتور خود که CP-1 نام داشت، کنترل کند. نکتهٔ جالب اینکه CP-1 در دانشگاه شیکاگو مستقر بود.
بعدها در ادامهٔ این پروژه، نخستین بمب اتم در ششم ژوئیهٔ سال ۱۹۴۵، در آزمایشگاه ملی لس آلاموس منفجر شد. یک ماه پس از این آزمایش، شهرهای هیروشیما و ناگاساکی در کشور ژاپن، هدف دو بمب اتمی قرار گرفتند. به دنبال آن آمریکایی‌ها دلایل بسیاری برای این کار اعلام کردند که یکی از آن‌ها پایان دادن سریع جنگ و جلوگیری از حملهٔ شوروی به ژاپن و کشته شدن بیشتر مردم و به تبع آن، حفظ جان هزاران عضو ارتش آمریکا بود. این اقدام موجب مرگ صد هزار نفر در آن زمان و بروز عواقب ناشی از تشعشعات هسته‌ای برای نسل‌های آینده شد.
بمب هسته‌ای قوی‌ترین سلاح مخربی است که بشر تاکنون مورد استفاده قرار داده‌است. با این وجود، دانشمندان بسیاری از مشارکت در ساخت سلاحی چنین ویران‌گر راضی به نظر می‌رسیدند، در زیر اظهارات دو تن از دانشمندانی که در این پروژه همکاری داشته‌اند آمده‌است:
در طول جنگ جهانی دوم، فعالیت‌هایی که به منظور ساخت بمب اتم در لس آلاموس انجام می‌شد، هیچ‌گونه واکنش منفی در پی نداشت، همه معتقد بودند که هیتلر و ژاپنی‌ها آزادی را از جهان خواهند گرفت و بنابراین با متوقف کردن آن‌ها کاملاً موافق بودند. خانواده، دوستان و آشنایان ما به قتل می‌رسیدند و ترس عمومی بر جامعه حاکم بود.
— ژوزف او. هیرشفلدر (شیمیدان) درصورتیکه ژاپن تسلیم شده بود
در مذاکراتی که در مورد این پروژه در لس آلاموس انجام شد، اعتراف می‌کنم که عقیدهٔ شخصی من این بود که بمب اتمی بدتر از بمباران هر روزه ژاپن با B-29ها نیست و ما باید برای پایان گرفتن سریع جنگ دست به هرگونه اقدامی بزنیم."
— جرج کیستیاکویکی